# Xã Manchester, Quận Kingsbury, Nam Dakota
Xã Manchester (tiếng Anh: Manchester Township) là một xã thuộc quận Kingsbury, tiểu bang Nam Dakota, Hoa Kỳ. Năm 2010, dân số của xã này là 66 người.